# 考德威爾 (愛達荷州)
考德威爾（英語：Caldwell）是一個位於美国爱达荷州坎寧郡的城市。根據2010年美國人口普查，該地人口為46237人，而該地的面積約為57.57平方千米。同時該地也是坎寧縣的縣治。

## 地理
考德威爾的座標為43°39′30″N 116°40′49″W / 43.65833°N 116.68028°W，而該地的平均海拔高度為724米（即2375英尺）。